# 歐洲聯盟基本權利憲章

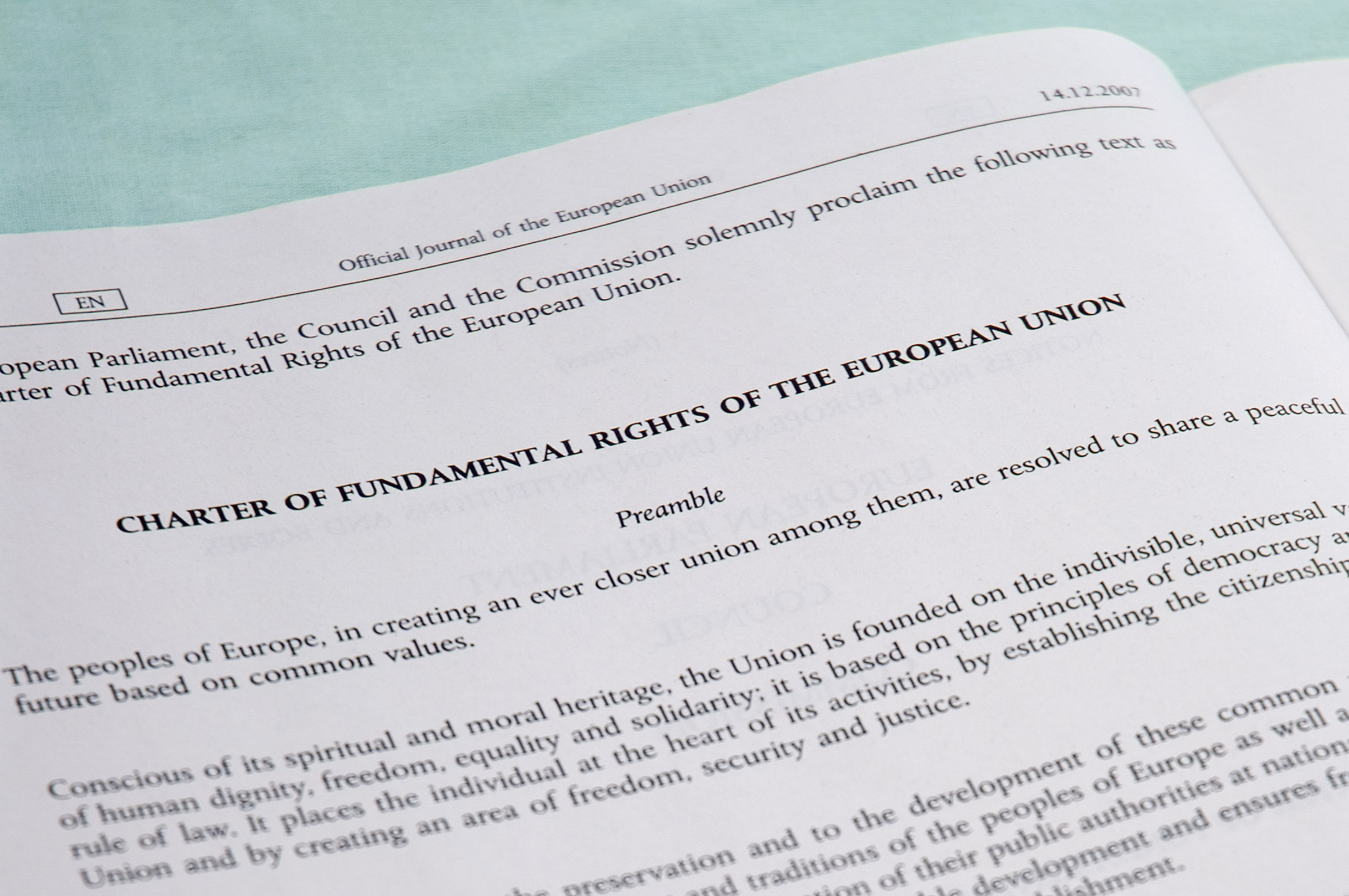
歐洲聯盟基本權利憲章的前言

《歐洲聯盟基本權利憲章》（Charter of Fundamental Rights of the European Union）為一份規範著各種被認為是至高無上的，對許多非歐盟國家而言也是極為先進的人民基本權利之文件。
本憲章的內文最初在歐盟理事會（又稱：歐盟部長理事會）通過後，被併入《歐盟憲法》的草案之中。然而這個草案在法國以及荷蘭的公投中遭到反對，所以沒有通過。基本權利的部分，後來被命名為《歐洲聯盟基本權利憲章》，並透過《里斯本條約》第6條賦予其效力。愛爾蘭於2008年6月對於《里斯本條約》的第一次公投否決，2009年10月第二次公投才通過。隨著《里斯本條約》在2009年12月1日的生效，《歐洲聯盟基本權利憲章》也同時生效，具有拘束歐盟成員國的效力。但英國、波蘭行使《里斯本條約》所賦予的退出選擇權，而使該憲章在該國境內無拘束力。

## 註腳
1. ↑  . 德國之聲. 2008年6月13日  [2013年1月24日]. （原始内容存档于2015年6月1日）.
2. ↑  . 歐盟執行委員會新聞稿. 2009年10月3日  [2013年1月24日]. （原始内容存档于2014年5月10日）.

## 外部連結
- 歐洲聯盟基本權利憲章（2010年3月30日公佈）官方英文版 （页面存档备份，存于） | 官方德文版 （页面存档备份，存于） | 官方法文版 （页面存档备份，存于）
- EUR-Lex （页面存档备份，存于）: 歐盟所有法律之官方網站
- 歐洲聯盟基本權利憲章 （页面存档备份，存于）（中譯版，根據2000年草案翻譯（不是正式版），東吳人權教育網）